# Larwoshamalijster
De larwoshamalijster (Copsychus omissus) is een zangvogel uit de familie Muscicapidae (vliegenvangers). Eerder werd deze vogel beschouwd als een ondersoort van de shamalijster (C. malabaricus).

## Verspreiding en leefgebied
Deze vogel komt voor op Java en telt twee ondersoorten:
- C. o. javanicus: centraal Java.
- C. o. omissus: oostelijk Java.